# Castillo de Locubín
Castillo de Locubín è un comune spagnolo di 5 016 abitanti situato nella comunità autonoma dell'Andalusia.